# گیاه‌افزایی

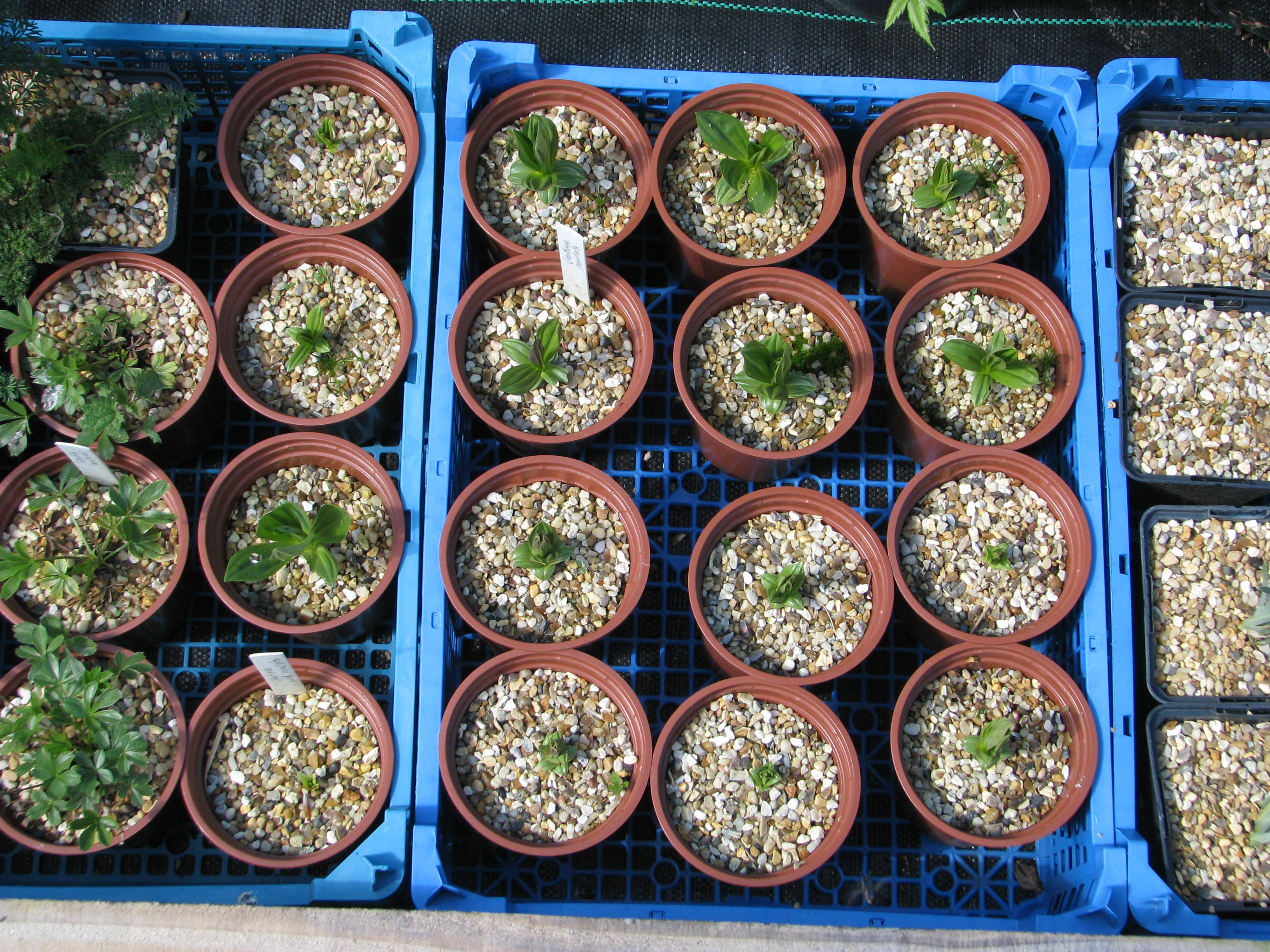
دانهال‌های گل‌سپاسی

گیاه افزایی ، گیاه‌زایی یا ازدیاد نباتات (به انگلیسی: Plant propagation) فرایند ایجاد گیاهان جدید از منشأهای مختلف: دانه، قلمه و دیگر بخش‌های گیاه است. گیاه‌افزایی همچنین می‌تواند به پراکندگی مصنوعی یا طبیعی گیاهان اشاره داشته‌باشد. گیاه‌افزایی شامل دو گونهٔ غیرجنسی (قلمه، پیوند، خوابانیدن، کشت‌بافت و پاجوش) و جنسی (بذر) می‌باشد. گیاهان حاصل از ازدیاد جنسی با گیاه مادری خود ژن‌های یکسانی ندارند اما در ازدیاد غیرجنسی گیاهان کاملاً مشابه هستند.